# نادیگانولا
نادیگانولا (به لاتین: Nadiganwela) یک منطقهٔ مسکونی در سری‌لانکا است که در استان جنوبی (سری‌لانکا) واقع شده‌است.